# IC50
IC50, или концентрация полумаксимального ингибирования, — показатель эффективности лиганда при ингибирующем биохимическом или биологическом взаимодействии. IC50 является количественным индикатором, который показывает, сколько нужно лиганда—ингибитора для ингибирования биологического процесса на 50 %. Этот показатель обычно используется в качестве индикатора активности вещества-антагониста в фармакологических исследованиях. Иногда этот показатель применяется в форме pIC50 (отрицательный десятичный логарифм величины IC50): такая форма применяется в случаях, когда линейный рост концентрации вызывает экспоненциальный рост эффекта. Согласно документам FDA, IC50 является показателем концентрации лекарственного вещества, необходимого для 50 % ингибирования тестовой реакции in vitro.
По своей сути показатель IC50 является подобным ЕС50, который используется для агонистов.

## Определение IC50 в эксперименте

### Исследование функционального антагонизма
Величина IC50 биологически активного вещества может быть определена путём построения кривой доза-эффект и последующего исследования эффекта подавления активности агониста различными дозами (или концентрациями) антагониста.
Как и в случае EC50, величина IC50 сильно зависит от условий эксперимента: времени, выделенного на развитие эффекта, температуры окружающей среды и индивидуальных свойств реакционной системы. Примером зависимости последнего вида может быть IC50 ингибиторов активности АТФ-зависимых ферментов: в данном случае IC50 ингибиторов сильно зависит от концентрации АТФ в реакционной среде.
Показатель IC50 часто используется для сравнения активности двух антагонистов; но такое сравнение требует тщательной унификации экспериментальных условий в опытах с ними обоими.

### IC 50 и аффинность
IC50 не является непосредственным индикатором аффинности, но является связанной с ней величиной. Такая связь для случая конкурентного взаимодействия может быть описано с помощью уравнения Ченга-Прусова
{\displaystyle K_{i}={\frac {IC_{50}}{1+{\frac {[S]}{K_{m}}}}}}, где
Ki — активность связывания ингибитора с реакционным субстратом, IC50 — функциональные активность ингибитора, [S] — концентрация реакционного субстрата, Km — константа Михаэлиса. Несмотря на то, что значение IC50 может быть различным в разных опытах (в зависимости от экспериментальных условий), Ki представляет собой постоянную величину — константу ингибирования биологически активного вещества. В данном случае физический смысл Ki — концентрация конкурентного лиганда, при которой он связывается с половиной мест связывания, имеющихся на реакционном субстрате, при условии отсутствия агониста.